# Альметьево (Елабужский район)
Альме́тьево (тат. Илмәт) — село в Елабужском районе  Республики Татарстан. Является административным центром Альметьевского сельского поселения.

## География
Село расположено на реке Юрашка, в 33 километрах к северо-западу от города Елабуга. 

## История
В «Списке населенных мест по сведениям 1859—1873 годов», изданном в 1876 году, населённый пункт упомянут как казённая деревня Альметево 1-го стана Елабужского уезда Вятской губернии. Располагалась при речке Юрашке, по правую сторону Елабужско-Малмыжского почтового тракта, в 27 верстах от уездного города Елабуги и в 28 верстах от становой квартиры в казённом селе Сарали. В деревне, в 54 дворах жили 409 человек (209 мужчин и 200 женщин), была мечеть (построена в начале XIX века).
По сведениям переписи 1897 года, в деревне Альметево Елабужского уезда Вятской губернии жили 957 человек (462 мужчины и 495 женщин), все мусульмане.

## Население
| 1859 | 1887 | 1897 | 1920 | 1926 | 1938 | 1949 | 1958 | 1970 | 1979 | 1989 | 2000 | 2002 | 2010 | 2017 |
| ---- | ---- | ---- | ---- | ---- | ---- | ---- | ---- | ---- | ---- | ---- | ---- | ---- | ---- | ---- |
| 409  | 829  | 957  | 1098 | 1028 | 873  | 572  | 608  | 637  | 450  | 366  | 385  | 366  | 329  | 304  |

Национальный состав села — татары (90%).

## Религия
Мечеть «Амир» (с 1996 г.).